# Szerválpetymeg
A szerválpetymeg (Genetta servalina) vagy kisfoltú petymeg az emlősök (Mammalia) osztályának, a ragadozók (Carnivora) rendjének, a cibetmacskafélék (Viverridae) családjának és a petymegek (Genetta) nemének egyik faja. 

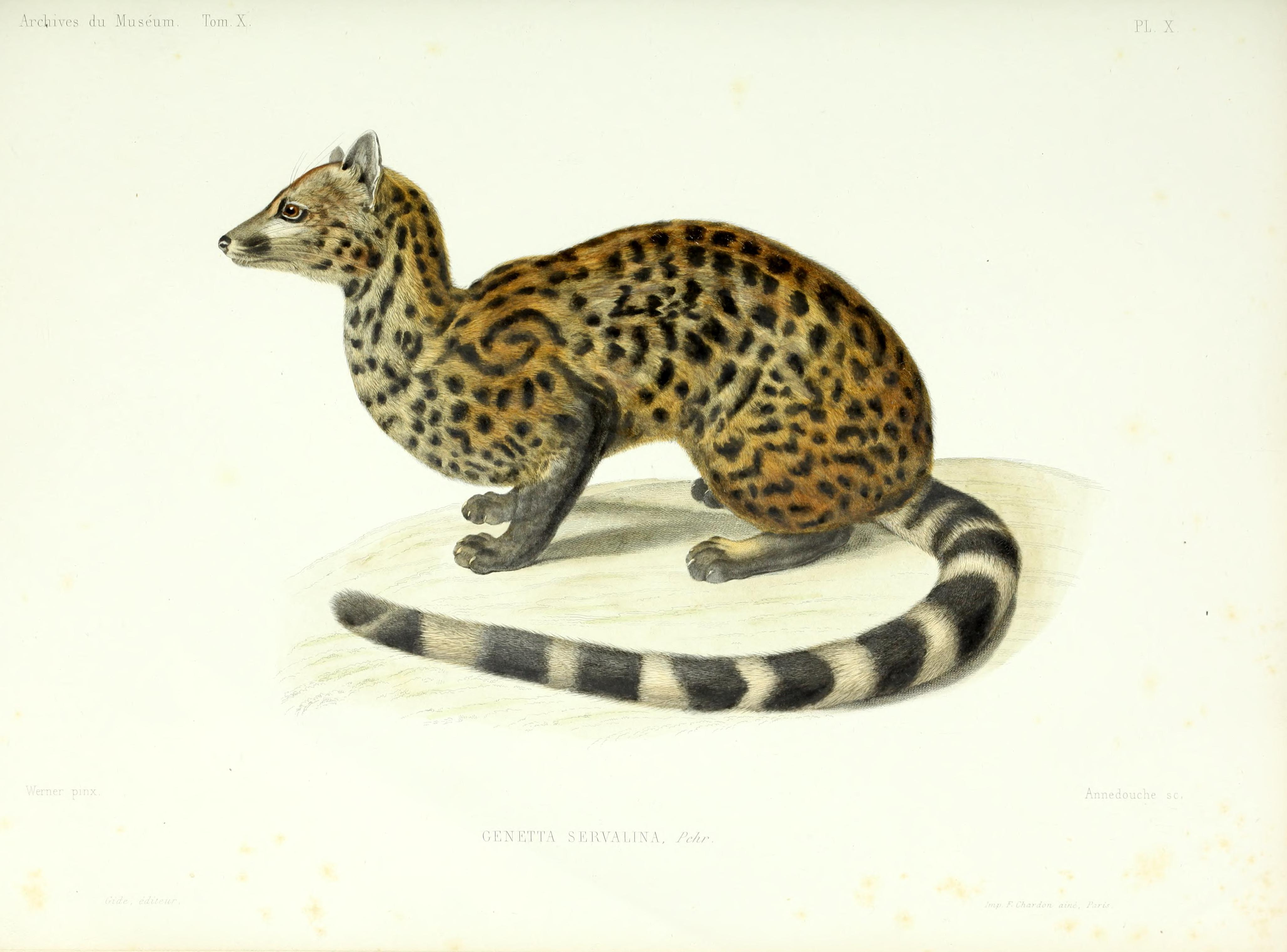
Rajz az állatról

## Megjelenése
A szerválpetymeg szőrzete szürkétől okkerig terjedő alapszínű, nagy fekete foltokkal, a hát közepén sötét, töredezett vonal húzódik végig. Foltjainak felső három sora egyenletes, az alatta lévők már szabálytalanabbul oszlanak el. Nyaka és arca csak kevésbé foltos, az arcon a szemek körüli fehér foltok közt fekete maszk található. Farkán 8-12 keskeny, világos gyűrű váltakozik szélesebb sötét gyűrűkkel, a vége világos. Fej-törzs hossza 49-51 (hím) és 44,5-49,5 centiméter (nőstény) között változik; a nőstények súlya 2-3 kg.

## Elterjedése, élőhelye
A szerválpetymeg elterjedési területe Dél-Kamerun, a Közép-afrikai Köztársaság, Egyenlítői-Guinea, Gabon, a Kongói Köztársaság, a Kongói Demokratikus Köztársaság, Dél-Szudán, Uganda, Ruanda, Kenya és valószínűleg Burundi területeit foglalja magában. Tanzániában az Udzungwa-hegységben, az Uluguru-hegységben és a Dél-Nguru-hegységben elszigetelt populációi élnek, valamint Zanzibár szigetén is előfordul. Az alföldtől a Kenya-hegy 3500 méteres szintjéig, a Kongói Demokratikus Köztársaságban pedig valószínűleg több mint 4400 méterig előfordul. Élőhelyei régiótól függően különféle erdőtípusok, fás szavannák és esőerdők. 

## Életmódja
A szerválpetymeg rendszeresen kisemlősökkel és ízeltlábúakkal táplálkozik; ugyanakkor a kétéltűeket, hüllőket, kisebb részben gyümölcsöket és a madarakat is igazolták táplálékaként. A földön vagy a fák alacsonyabb szintjében vadászik; valószínűleg a többi petymeghez hasonlóan éjszakai életmódot folytat. 

## Természetvédelmi helyzete
A széles elterjedési területe és sokféle élőhelyen való előfordulása miatt az IUCN a szerválpetymeget nem fenyegetett fajként tartja számon. Állományának regionális csökkenése a vadászat és az erdőirtás miatt azonban még lehetséges. 

## Alfajai
A szerválpetymegnek jelenleg általánosan az alábbi 5 alfaját ismerik el:
- Genetta servalina archeri - Zanzibár
- Genetta servalina bettoni - Kongói Demokratikus Köztársaság, Kenya, Ruanda, Burundi, Uganda és Szudán
- Genetta servalina lowei - Dél-Tanzánia
- Genetta servalina schwarzi - Kongó
- Genetta servalina servalina - Kamerun, Közép-afrikai Köztársaság, Egyenlítői-Guinea, Gabon

A kontyos petymeget (Genetta cristata) sokáig a szerválpetymeg alfajának tartották, ma azonban a DNS-vizsgálatok szerint külön fajnak számít; a két fajt testvérfajokként tartják számon.

## Fordítás
Ez a szócikk részben vagy egészben  a   Serval-Ginsterkatze című német Wikipédia-szócikk ezen változatának fordításán alapul.  Az eredeti cikk szerkesztőit annak laptörténete sorolja fel. Ez a jelzés csupán a megfogalmazás eredetét és a szerzői jogokat jelzi, nem szolgál a cikkben szereplő információk forrásmegjelöléseként.